# Ford Modell F
Das Ford Model F war ein zwei- oder viersitziger Personenkraftwagen, gebaut von Ford in den USA. Ab 1905 wurde der mit einem 2-Zylinder-Boxermotor von 2081 cm³ Hubraum und 16 bhp (12 kW) Leistung ausgestattete Wagen den Modellen B und C zur Seite gestellt. Der Radstand des mit einem Kettenantrieb, Frontmotor und Hinterradantrieb versehenen Fahrzeuges betrug 2.134 mm. Wie alle Ford zu Beginn des letzten Jahrhunderts besaß auch der F ein Planetengetriebe zur Gangwahl. Serienmäßig waren die Fahrzeuge grün lackiert.
Im Modelljahr 1907 wurde dieser Wagen durch das Modell N ersetzt.